# La Falconera (Sitges)
|  | Per a altres significats, vegeu «La Falconera». |

La Falconera és una muntanya de 128 metres que es troba al municipi de Sitges, a la comarca del Garraf. Existeixen cursos subterranis d'aigua dolça que brollen als penya-segats de la muntanya i sota el nivell del mar. Van intentar ser explotats a finals del segle xix.